# Crypturellus erythropus saltuarius
Crypturellus erythropus saltuarius es una subespecie del tinamú patas rojas, un ave terrestre de la familia Tinamidae. Es endémica del valle del río Magdalena en Colombia. Por muchos años se consideró posiblemente extinta, hasta que fue redescubierta en la década de 2020.

## Descripción
- Crypturellus erythropus saltuarius presenta un tamaño y forma similares a otras subespecies del grupo, con una longitud cercana a los 28 cm. Su plumaje dorsal es pardo oscuro con patrón moteado tenue, mientras que las partes ventrales son más claras, con matices grises y beige.

Algunas observaciones han señalado que esta subespecie posee una tonalidad general algo más oscura y menos contrastada que otras formas colombianas. Las patas son de color rojo intenso, el pico corto y de tono gris oscuro. No presenta dimorfismo sexual notable.

## Distribución
Es endémica del valle medio del río Magdalena, en el centro-norte de Colombia. También ha sido registrada en la Sierra de Ocaña, en el departamento del Cesar. Su distribución es restringida y fragmentada, lo que dificultó su detección durante décadas.

## Redescubrimiento
Durante años no se registraron avistamientos confirmados de esta subespecie, y algunos expertos la consideraban posiblemente extinta. Sin embargo, en 2023 se confirmó su presencia mediante registros de cámaras trampa y grabaciones de audio en hábitats apropiados del Magdalena Medio.

## Hábitat y comportamiento
Habita en bosques húmedos de tierras bajas, bordes de selva y zonas de vegetación secundaria densa. Como otros tinamúes, es terrestre, silencioso y discreto, lo que contribuye a su dificultad de detección. Se alimenta de pequeños frutos, semillas, insectos y otros invertebrados.

## Conservación
Aunque la especie general está clasificada como de Preocupación menor, la subespecie saltuarius enfrenta amenazas por pérdida de hábitat, deforestación y fragmentación del bosque. El redescubrimiento ha renovado el interés en evaluar su estado real de conservación en Colombia.